# Elezioni comunali in Toscana del 2003
Le elezioni comunali in Toscana del 2003 si tennero il 25 e 26 maggio; a Viareggio furono rinviate all'8 e 9 giugno, con ballottaggio il 22 e 23 giugno.

## Lucca

### Viareggio
| Candidati | Candidati                   | Voti                        | %     | Liste                   | Voti   | %     | Seggi |
| --- | --------------------------- | --------------------------- | ----- | ----------------------- | ------ | ----- | ----- |
| | Marco Marcucci              | 13.944                      | 42,78 | Democratici di Sinistra | 6.238  | 23,83 | 11    |
| Laboratorio per la Democrazia                                                                                          | Marco Marcucci              | 13.944                      | 42,78 | 1.378                   | 5,26   | 2     |       |
| Comunisti Italiani | Marco Marcucci              | 13.944                      | 42,78 | 1.117                   | 4,27   | 1     |       |
| Socialisti Democratici Italiani                                                                                        | Marco Marcucci              | 13.944                      | 42,78 | 737                     | 2,82   | 1     |       |
| Federazione dei Verdi                                                                                                  | Marco Marcucci              | 13.944                      | 42,78 | 628                     | 2,40   | 1     |       |
| Italia dei Valori-Repubblicani Europei                                                                                 | Marco Marcucci              | 13.944                      | 42,78 | 188                     | 0,72   | -     |       |
| | Alessandro Volpe            | 9.882                       | 30,32 | Forza Italia            | 5.301  | 20,25 | 5     |
| Alleanza Nazionale | Alessandro Volpe            | 9.882                       | 30,32 | 2.175                   | 8,31   | 2     |       |
| Voglio Volpe Sindaco                                                                                                   | Alessandro Volpe            | 9.882                       | 30,32 | 926                     | 3,54   | -     |       |
| Autonomia Torre del Lago Puccini                                                                                       | Alessandro Volpe            | 9.882                       | 30,32 | 188                     | 0,72   | -     |       |
| Lega Nord | Alessandro Volpe            | 9.882                       | 30,32 | 154                     | 0,59   | -     |       |
| Seggio al candidato sindaco                                                                                            | Seggio al candidato sindaco | Seggio al candidato sindaco | 30,32 | 1                       |        |       |       |
| | Alberto Benincasa           | 3.490                       | 10,71 | Vivere Viareggio        | 1.061  | 4,05  | 1     |
| Unione di Centro | Alberto Benincasa           | 3.490                       | 10,71 | 1.016                   | 3,88   | -     |       |
| Polo Laico (Partito Repubblicano Italiano-Nuovo PSI-Partito Liberale Italiano-Partito Socialista Democratico Italiano) | Alberto Benincasa           | 3.490                       | 10,71 | 335                     | 1,28   | -     |       |
| Partito Pensionati | Alberto Benincasa           | 3.490                       | 10,71 | 172                     | 0,66   | -     |       |
| Seggio al candidato sindaco                                                                                            | Seggio al candidato sindaco | Seggio al candidato sindaco | 10,71 | 1                       |        |       |       |
| | Roberto Pucci               | 2.471                       | 7,58  | Rifondazione Comunista  | 2.290  | 8,75  | 2     |
| | Sauro Ricci                 | 2.349                       | 7,21  | La Margherita           | 1.454  | 5,55  | 1     |
| Fai Centro | Sauro Ricci                 | 2.349                       | 7,21  | 365                     | 1,39   | -     |       |
| Pensionati e Invalidi                                                                                                  | Sauro Ricci                 | 2.349                       | 7,21  | 109                     | 0,42   | -     |       |
| Seggio al candidato sindaco                                                                                            | Seggio al candidato sindaco | Seggio al candidato sindaco | 7,21  | 1                       |        |       |       |
| | Jacopo Bonuccelli           | 456                         | 1,40  | Viareggio Giovane       | 347    | 1,33  | -     |
| Totale | Totale                      | 32.592                      | 100   |                         | 26.179 | 100   | 30    |

## Massa-Carrara

### Massa
| Candidati                       | Candidati                           | Voti                        | %     | Liste                                        | Voti   | %     | Seggi |
| ------------------------------- | ----------------------------------- | --------------------------- | ----- | -------------------------------------------- | ------ | ----- | ----- |
|                                 | Fabrizio Neri ✔️ Sindaco            | 28.087                      | 64,18 | La Margherita                                | 10.998 | 26,66 | 12    |
| Democratici di Sinistra         | Fabrizio Neri ✔️ Sindaco            | 28.087                      | 64,18 | 9.775                                        | 23,70  | 11    |       |
| Socialisti Democratici Italiani | Fabrizio Neri ✔️ Sindaco            | 28.087                      | 64,18 | 2.508                                        | 6,08   | 2     |       |
| Partito Repubblicano Italiano   | Fabrizio Neri ✔️ Sindaco            | 28.087                      | 64,18 | 1.976                                        | 4,79   | 2     |       |
| Partito dei Comunisti Italiani  | Fabrizio Neri ✔️ Sindaco            | 28.087                      | 64,18 | 987                                          | 2,39   | 1     |       |
| Federazione dei Verdi           | Fabrizio Neri ✔️ Sindaco            | 28.087                      | 64,18 | 854                                          | 2,07   | 1     |       |
| Italia dei Valori - UDEUR       | Fabrizio Neri ✔️ Sindaco            | 28.087                      | 64,18 | 703                                          | 1,70   | -     |       |
|                                 | Gerardo Ciarleglio                  | 7.545                       | 17,24 | Forza Italia                                 | 3.286  | 7,97  | 3     |
| Alleanza Nazionale              | Gerardo Ciarleglio                  | 7.545                       | 17,24 | 3.133                                        | 7,60   | 3     |       |
| Nuovo PSI                       | Gerardo Ciarleglio                  | 7.545                       | 17,24 | 604                                          | 1,46   | -     |       |
| Seggio al candidato sindaco     | Seggio al candidato sindaco         | Seggio al candidato sindaco | 17,24 | 1                                            |        |       |       |
|                                 | Martina Nardi                       | 2.374                       | 5,42  | Partito della Rifondazione Comunista         | 2.346  | 5,69  | 2     |
|                                 | Luigi Della Pina                    | 2.028                       | 4,63  | Unione dei Democratici Cristiani e di Centro | 1.693  | 4,10  | 1     |
|                                 | Anselmo Menchetti                   | 1.504                       | 3,44  | Socialisti Autonomisti                       | 1.249  | 3,03  | 1     |
|                                 | Elia Pegollo                        | 1.313                       | 3,00  | Città del Sole                               | 486    | 1,18  | -     |
|                                 | Pier Luigi Bordigoni                | 455                         | 1,04  | Partito Democratico Cristiano                | 315    | 0,76  | -     |
|                                 | Achille Augusto Capulzini Cremonini | 310                         | 0,71  | Lega Nord                                    | 230    | 0,56  | -     |
|                                 | Pietro De Trovato                   | 147                         | 0,34  | Partito Pensionati                           | 104    | 0,25  | -     |
| Totale                          | Totale                              | 43.763                      |       |                                              | 41.247 |       | 40    |

## Pisa

### Pisa
| Candidati                                    | Candidati                   | Voti                        | %     | Liste                                | Voti   | %     | Seggi |
| -------------------------------------------- | --------------------------- | --------------------------- | ----- | ------------------------------------ | ------ | ----- | ----- |
|                                              | Paolo Fontanelli ✔️ Sindaco | 30.196                      | 57,67 | Democratici di Sinistra              | 14.047 | 29,46 | 14    |
| La Margherita                                | Paolo Fontanelli ✔️ Sindaco | 30.196                      | 57,67 | 5.360                                | 11,24  | 5     |       |
| Per Pisa                                     | Paolo Fontanelli ✔️ Sindaco | 30.196                      | 57,67 | 1.899                                | 3,98   | 2     |       |
| Partito dei Comunisti Italiani               | Paolo Fontanelli ✔️ Sindaco | 30.196                      | 57,67 | 1.713                                | 3,59   | 1     |       |
| Lista Civile                                 | Paolo Fontanelli ✔️ Sindaco | 30.196                      | 57,67 | 1.396                                | 2,93   | 1     |       |
| Socialisti Democratici Italiani - UDEUR      | Paolo Fontanelli ✔️ Sindaco | 30.196                      | 57,67 | 1.187                                | 2,49   | 1     |       |
| Federazione dei Verdi                        | Paolo Fontanelli ✔️ Sindaco | 30.196                      | 57,67 | 889                                  | 1,86   | -     |       |
| Italia dei Valori                            | Paolo Fontanelli ✔️ Sindaco | 30.196                      | 57,67 | 504                                  | 1,06   | -     |       |
|                                              | Michele Mezzanotte          | 17.677                      | 33,76 | Forza Italia                         | 6.484  | 13,60 | 5     |
| Alleanza Nazionale                           | Michele Mezzanotte          | 17.677                      | 33,76 | 5.469                                | 11,47  | 5     |       |
| Patto per Pisa                               | Michele Mezzanotte          | 17.677                      | 33,76 | 2.347                                | 4,92   | 2     |       |
| Unione dei Democratici Cristiani e di Centro | Michele Mezzanotte          | 17.677                      | 33,76 | 1.484                                | 3,11   | 1     |       |
| Radicali Antiproibizionisti                  | Michele Mezzanotte          | 17.677                      | 33,76 | 413                                  | 0,87   | -     |       |
| Lega Nord                                    | Michele Mezzanotte          | 17.677                      | 33,76 | 124                                  | 0,26   | -     |       |
| Seggio al candidato sindaco                  | Seggio al candidato sindaco | Seggio al candidato sindaco | 33,76 | 1                                    |        |       |       |
|                                              | Roberta Fantozzi            | 3.124                       | 5,97  | Partito della Rifondazione Comunista | 3.204  | 6,72  | 2     |
|                                              | Laura Sbrana                | 1.137                       | 2,17  | Città dei Diritti                    | 965    | 2,02  | -     |
|                                              | Simona Baschiera            | 226                         | 0,43  | Partito Pensionati                   | 194    | 0,41  | -     |
| Totale                                       | Totale                      | 52.360                      |       |                                      | 47.679 |       | 40    |